# 水原華僑小學
水原華僑小學，又稱水原華僑中正小學校（英語：Suwon Chinese International School，韓語：수원화교중정소학교）是位於韓國水原市的私立學校。最初成立於1946年，是為了當地華僑子弟能繼承中華文化而創辦。目前學生除了華僑學生外也吸引了許多以中文為第二語言的學生就讀。學校占地4000平方米，兩棟組成。課程以中文為主，英語、韓語為輔。小學部采六年制，學生年齡為7至13歲，附設幼稚園則分為小班及大班，教保年齡為5至7歲。

## 外部鏈接
- 水原華僑小學 （页面存档备份，存于）